# Coimbra
Coimbra este un oraș universitar și un district în Portugalia.

## Generalități
Orașul Coimbra este situat la 120 km sud de Porto și 190 km nord de Lisabona, pe A1, cea mai mare autostradă din Portugalia. Este traversat de râul Mondego, la 40 km est de Figueira da Foz.
Primă capitală a Portugaliei în secolele XII și XIII, Coimbra are o populație de mai mult de 150.000 în oraș și 300.000 în zona metropolitană. Este al treilea oraș ca importanță din Portugalia (după Lisabona și Porto) și capitala părții centrale a țării.

## Monumente
- Catedrala Veche din Coimbra (Sé Velha), monument de arhitectură romanică, sec. al XII-lea

## Personalități născute aici
- Sancho I (1154 - 1211), rege al Portugaliei;
- Afonso al II-lea (1185 - 1223), rege al Portugaliei;
- Sancho al II-lea (1207 - 1248), rege al Portugaliei;
- Afonso al III-lea (1210 - 1279), rege al Portugaliei;
- Afonso al IV-lea (1291 - 1357), rege al Portugaliei;
- Petru I (1320 - 1367), rege al Portugaliei;
- Beatrice a Portugaliei (1373 - 1409), regină a Portugaliei;
- Sérgio Conceição (n. 1974), fotbalist;
- Paulo Adriano (n. 1977), fotbalist;
- Francisco Conceição (n. 2002), fotbalist, fiul lui Sérgio Conceição.

## Galerie de imagini

Coimbra (Portugalia)
Coimbra (Portugalia)
Coimbra (Portugalia)
Universitatea din Coimbra